# 杨仁辂
杨仁辂（?—?），唐朝驸马，出身弘农杨氏，弘农华阴（今陕西省华阴市）人。史书没有对他的履历的相关记载，尚唐太宗第十三女晋安公主，官拜驸马都尉。晋安公主原来的驸马是韦思安，不知何故改嫁杨仁辂。

## 传记资料
- 《唐会要》
- 《新唐書》列传第八·公主传